# Paramarpissa sarta
Paramarpissa sarta là một loài nhện trong họ Salticidae.
Loài này thuộc chi Paramarpissa. Paramarpissa sarta được Dmitri Viktorovich Logunov & Cutler miêu tả năm 1999.